# Se, jie
Se, jie (chinês tradicional: 色，戒, pinyin: Sè, Jiè; bra: Desejo e Perigo; prt: Sedução, Conspiração) é um filme sino-estadunidense-taiwanês de 2007, dos gêneros drama, guerra, romance e suspense, dirigido por Ang Lee, com roteiro baseado no romance homônimo da escritora chinesa Eileen Chang.
A história se passa principalmente em Hong Kong em 1938 e em Xangai em 1942, quando foi ocupada pelo Exército Imperial Japonês e governada pelo governo liderado por Wang Jingwei. O filme mostra um grupo de estudantes universitários chineses da Universidade Lingnan que conspiram para assassinar um agente especial de alto escalão e recrutador do governo usando uma jovem atraente para atraí-lo para uma armadilha.
Com este filme, Lee ganhou o Leão de Ouro no Festival de Veneza pela segunda vez, sendo o primeiro com Brokeback Mountain. A adaptação cinematográfica e a história são vagamente baseadas em eventos que ocorreram durante a ocupação japonesa de Xangai. As cenas de sexo explícitas do filme resultaram na classificação do filme NC-17 (proibido para menores de 18 anos) nos Estados Unidos.
No Brasil, a Europa Filmes anunciou o lançamento do filme em blu-ray na Versátil Home Vídeo para 2021.

## Elenco
- Tony Leung Chiu-Wai ... Sr. Yee
- Tang Wei ... Wong Chia Chi / Mak Tai Tai
- Joan Chen ... Yee Tai Tai
- Leehom Wang ... Kuang Yu Min
- Chung-Hua Tou ... Wu
- Zhi-Ying Zhu ... Lai Shu Jin
- Ying-Hsuan Kao ... Huang Lei
- Lawrence Ko ... Liang Jun Sheng
- Johnson Yuen ... Auyang Ling Wen / Sr. Mak
- Kar Lok Chin ... Tsao
- Yan Su ... Ma Tai Tai
- Saifei He ... Hsiao Tai Tai
- Ruhui Song ... Tia de Wang
- Anupam Kher ... Khalid Saiduddin
- Jie Liu ... Leung Tai Tai

## Estreia
O filme estreou no Festival de Veneza, onde ganhou o Leão de Ouro, o segundo prêmio de Ang Lee no festival. Foi lançado cinemas dos Estados Unidos em 28 de setembro de 2007, onde foi classificado NC-17 (proibido para menores de 18 anos) pela Motion Picture Association of America devido a algumas cenas de sexo explícito. Lee afirmou que não faria mudanças para tentar obter uma classificação menos restritiva. Depois da estreia do filme, o diretor Ang Lee ficou descontente com o fato de que os meios de comunicação chineses (incluindo aqueles de Taiwan) enfatizaram muito as cenas de sexo no filme.
Em Portugal o filme estreou em 31 de janeiro de 2008, já no Brasil, embora o filme já houvesse sido transmitido nos festivais do Rio e de São Paulo em 2007, o filme entre em circuito comercial apenas 1 de maio de 2009.

## Prêmios e indicações
| Lista de prêmios e indicações | Lista de prêmios e indicações | Lista de prêmios e indicações | Lista de prêmios e indicações | Lista de prêmios e indicações | Lista de prêmios e indicações |
| Ano                           | Premiação                     | Categoria                     | Indicação                     | Resultado                     | R.                            |
| ----------------------------- | ----------------------------- | ----------------------------- | ----------------------------- | ----------------------------- | ----------------------------- |
| 2007                          | Festival de Veneza            | Leão de Ouro                  | Ang Lee                       | Venceu                        | [ 4 ]                         |
| 2008                          | Globo de Ouro                 | Melhor filme estrangeiro      |                               | Indicado                      | [ 6 ]                         |